# Dong (etnia)
Los dong (chino: 侗族; pinyin: Dòng zú) son un grupo étnico, uno de los 56 reconocidos en la República Popular China.

## Idioma
Los dong tienen su propio idioma, el kam, lengua del tipo sino-tibetana. Sin embargo, hasta 1958 no existió un sistema de signos escritos para transcribir el lenguaje oral. Por eso, la mayoría de los dong utiliza con regularidad el chino. 

## Historia
Son descendientes de la tribu de los tuoyue. Originariamente se establecieron en la actual provincia de Guangxi, aunque hoy en día también hay grupos de dong en Hunan y Guizhou.
Los primeros datos de este pueblo aparecen durante la dinastía Qin, en la que ya existen evidencias de la presencia de los tuoyue en la región. Durante este periodo, los dong eran esclavos y no dejaron de serlo hasta la dinastía Tang. El 19 de agosto de 1951, se estableció el Territorio autónomo en Longsheng de los dong, zhuang, miao y yao. El establecimiento de éste y otros territorios autónomos ha favorecido la relación entre los diferentes grupos étnicos y ha facilitado la comprensión de sus culturas y costumbres.

## Cultura

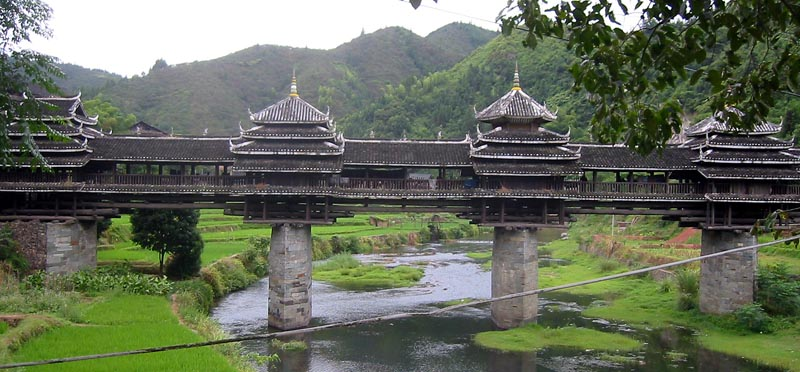
Puente construido por los dong en Guangxi.

Un poblado dong tradicional suele consistir en un grupo de unas 20 o 30 viviendas, aunque existen algunos que pueden contar con hasta 700. Las casas dong se construyen en madera y, normalmente, tienen dos pisos de altura. Según una tradición dong, cuando nace un niño se planta un abeto en su honor. Cuando este niño cumple los 18 años se considera que el árbol ya es adulto y se procede a talarlo para construir con su madera la nueva casa del joven. A comienzos de la primavera, los miembros de la aldea cortan un trozo de los árboles y les ponen arroz para alimentarlos y que den más frutos. 
Los dong son famosos por su habilidad en la construcción utilizando madera. Prueba de ello son algunos de los puentes construidos por este pueblo que presentan un estilo arquitectónico único.
Las mujeres dong suelen vestir con pantalones largos y blusas largas que llegan hasta la rodilla, decoradas con botones de plata o con perlas. Los colores utilizados suelen ser el blanco, verde, azul y púrpura. Los hombres suelen vestir chaquetas cortas abrochadas por delante. En algunas regiones utilizan turbantes.

## Religión
La mayoría de los dong adoran por igual a dioses y espíritus. Reverencian especialmente a la diosa Sama y dan mucha importancia al culto a los ancestros. Una pequeña parte de los dong practica el budismo, seguramente por influencia de la cultura han.
- Datos: Q216096
- Multimedia: Dong / Q216096